# Eidsfoss

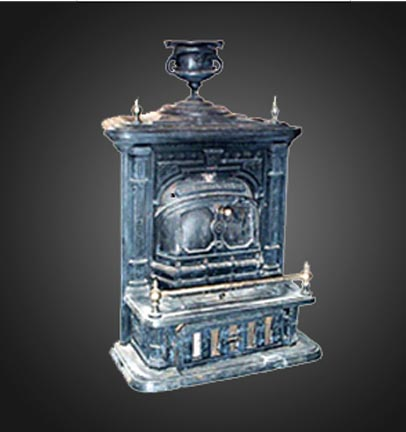
Kamin från Eidsfos Jernverk

Eidsfoss är en småort i Holmestrands kommun i Vestfold fylke i Norge.
Den första masugnen i Eidfoss togs i bruk 1697.  Eidfos Jernverk var på 1700-talet en av Norges främsta, och under vissa periodet landets enda, stålproducent. Sedan stålproduktionen lagts ned 1884 och gjuteriet avvecklats 1961, tillverkades järnvägsvagnar i Eidsfoss fram till tiden efter andra världskriget.  Kvar idag finns 25 av företagets byggnader, flertalet bostadshus.  På fabriksområdet finns flera industribyggnader kvar från tidigare, bland andra lagret, snickeribyggnaden, gjuteriet, putsbyggnaden, kontoret och matsalsbyggnaden.
Eidsfos Hovedgård är väl bevarad och omgiven av en välbevarad trädgårdsanläggning. En kulturstig leder förvi de olika sevärdheterna. 